# 鹿児島県道367号脇本荘線
鹿児島県道367号脇本荘線（かごしまけんどう367ごう わきもとしょうせん）は、鹿児島県阿久根市から出水市に至る一般県道である。

## 概要

### 路線データ
鹿児島県例規集による起終点および経過地は次のとおり。
- 起点：阿久根市脇本（宮崎神社交差点、国道389号交点）
- 終点：出水市荘[注釈 1]（荒崎入口交差点、国道3号交点）
- 重要な経過地：出水市高尾野町江内

## 歴史
- 1966年（昭和41年）4月27日 - 鹿児島県が認定した。当初は県道脇本野田線の名称であった[1]。

## 地理

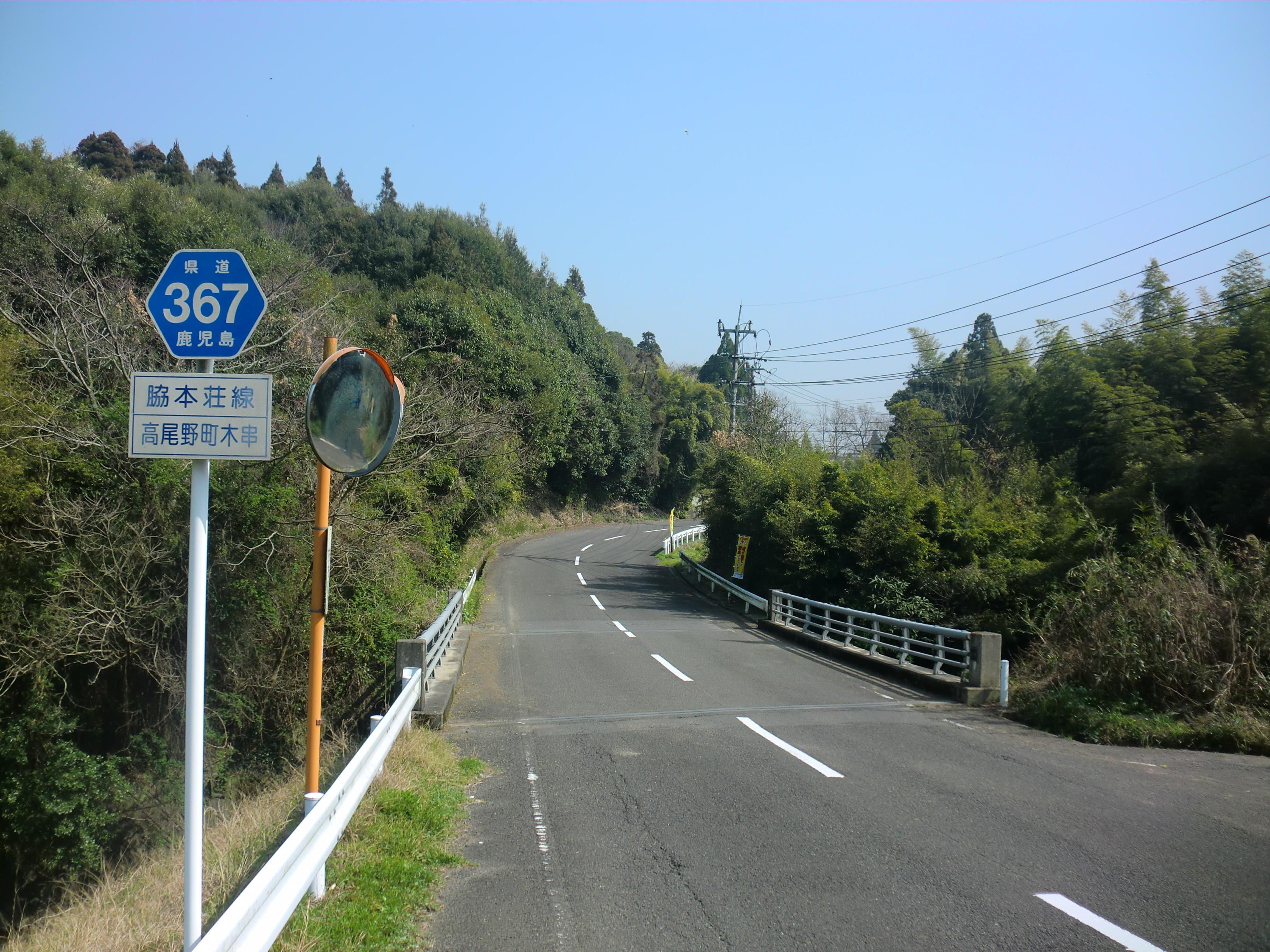
出水市高尾野町木串

### 通過する自治体
- 阿久根市
- 出水市

### 交差する道路
| 交差する道路                  | 市町村名 | 交差する場所     | 交差する場所          |
| ----------------------------- | -------- | ---------------- | --------------------- |
| 国道389号                     | 阿久根市 | 脇本             | 宮崎神社交差点 / 起点 |
| 鹿児島県道378号荒崎黒之浜港線 | 出水市   | 高尾野町江内荒崎 |                       |
| 鹿児島県道368号荒崎田代線     | 出水市   | 高尾野町江内荒崎 |                       |
| 国道3号                       | 出水市   | 荘               | 荒崎交差点 / 終点     |

### 沿線
- 出水市立江内中学校